# Função de transferência
Função de transferência é a representação matemática da relação entre a entrada e a saída de um sistema físico.
A função de transferência normalmente é empregada na análise de circuitos eletrônicos analógicos de entrada única e saída única, por exemplo. É utilizada principalmente em processamento de sinais, teoria da comunicação, teoria de controle e análise de circuitos. O termo é frequentemente utilizado para se referir exclusivamente a sistemas lineares invariantes no tempo. A maior parte dos sistemas reais possuem características de entrada/saída não-lineares, mas diversos sistemas, quando operados dentro de parâmetros nominais, têm um comportamento que é tão próximo de um comportamento linear que a teoria de sistemas lineares invariantes no tempo é uma representação aceitável do comportamento de sua entrada e saída.

## Visão geral

Representação de um sistema genérico com uma entrada e uma saída.

Um sistema tem como função processar um conjunto de dados ou informação na entrada e o modificar gerando um novo conjunto de dados na saída. Exemplos clássicos de sistemas são circuitos elétricos e sistemas mecânicos massa-mola.
Considerando um sistema linear invariante no tempo e casual, a função de transferência relaciona os sinais de entrada com os de saídas através da transformada de Laplace.

## Definição
A função de transferência é definida como a razão entre a transformada de Laplace da saída e a transformada de Laplace da entrada de um dado sistema quando as condições iniciais são nulas. Isto é:
{\displaystyle H(s)={\frac {Y(s)}{X(s)}}={\frac {{\mathcal {L}}\{y(t)\}}{{\mathcal {L}}\{x(t)\}}}}
Onde, {\displaystyle H(s)} é a função de transferência, {\displaystyle Y(s)} a transformada de Laplace do sinal de saída e {\displaystyle X(s)} a transformada de Laplace do sinal de entrada.
A função de transferência pode ser interpretada como a resposta impulso, denotado por h(t), de um sistema linear invariante no tempo e inicialmente nulo:
{\displaystyle H(s)={\mathcal {L}}\left\{h(t)\right\}=\int _{0}^{\infty }h(t)e^{-st}\,dt\,\!}
Em um circuito elétrico, por exemplo, a função de transferência pode representar a relação entre a tensão de um sinal aplicado na entrada com a tensão de saída do circuito.
{\displaystyle H(s)={\frac {Vo(s)}{Vi(s)}}} 

### Exemplo I
Utilizando o método operacional de transformada de Laplace, encontra-se a função de transferência para a tensão Eo, sobre o capacitor C1, no domínio de frequência para o circuito da figura abaixo:

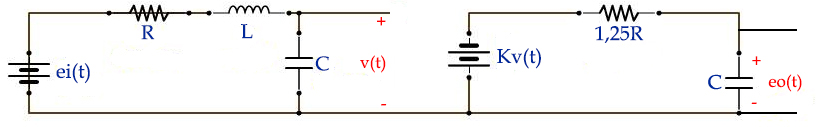
Circuito elétrico no domínio do tempo.

Para encontrar a função de transferência para a tensão sobre o capacitor C2, primeiramente faz-se a transformação do circuito do domínio para o domínio de frequência, para isso, o capacitor (C no domínio tempo) vira 1/sC no domínio frequência, o indutor (L no domínio tempo) vira sL no domínio frequência, o resistor (R no domínio tempo) permanece R no domínio frequência, e as tensões no formato f(t) (no domínio tempo) viram F(s) no domínio frequência. O circuito completamente no domínio frequência é mostrado na figura abaixo:

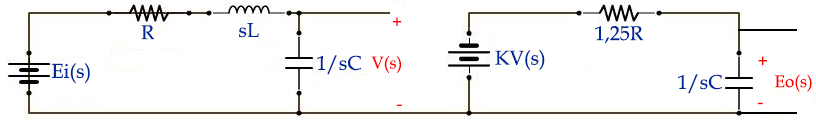
Circuito elétrico no domínio frequência.

Como a tensão de saída, Eo(s) depende da variável de controle, V(s), primeiramente deve-se utilizar divisor de tensão para achar a função de transferência da variável de controle V na parte esquerda do circuito, encontrando-se a seguinte expressão para V(s):
{\displaystyle V(s)={{Ei(s)}/(s\cdot C) \over R+sL+1/(s\cdot C)}}
Para deixar o denominador na forma harmônica, faz-se a multiplicação por (s/L) no numerador e no denominador da expressão encontrada para V(s), deixando a expressão da seguinte forma:
{\displaystyle V(s)={{Ei(s)}/(L\cdot C) \over s^{2}+R/L+1/(L\cdot C)}}
Como a função de transferência é definida como a razão entra a transformada de Laplace da saída e a transformada de Laplace da entrada de um dado sistema, é definido H1(s) como sendo a razão da transformada de Laplace da saída parcial do circuito, V(s), e a transformada de laplace da entrada do circuito, Ei(s). Assim, a H(s) para a parte esquerda do circuito é definida como segue:
{\displaystyle H(s)={V(s) \over Ei(s)}={1/(L\cdot C) \over s^{2}+R/L+1/(L\cdot C)}}
Agora, tendo a função de transferência para V(s), calcula-se Eo(s) na segunda parte do circuito, também via divisor de tensão. O cálculo de Eo(s) via divisor de tensão segue a seguir, notando a polaridade invertida de KV(s):
{\displaystyle Eo(s)={{-KV(s)\cdot 1/(s\cdot C)} \over 1,25\cdot R+{1}/(s\cdot C)}}
Para deixar o denominador na forma harmônica, faz-se a multiplicação por (s/L) no numerador e no denominador da expressão encontrada para Eo(s),  deixando a mesma da seguinte forma:
{\displaystyle Eo(s)={{-KV(s)} \over 1,25\cdot s\cdot R\cdot C+1}}
Como já se sabe a expressão para V(s), a mesma é substituída na expressão de Eo(s), com o propósito de encontrar a função de transferência para a saída Eo(s) em função da entrada Ei(s). A expressão para a função de transferência para Eo(s) segue a seguir:
{\displaystyle H(s)={{Eo(s)} \over {Ei(s)}}={{-K{{1}/(L\cdot C) \over s^{2}+R/L+1/(L\cdot C)}} \over 1,25\cdot s\cdot R\cdot C+1}}
Tendo a função de transferência montada para a saída Eo(s), para qualquer entrada Ei(s) colocada nesse circuito, tem-se a expressão para a saída Eo(s), desde que multiplique Ei(s) por o H(s) encontrado. 

## Sistema linear diferencial
Considerando um sistema linear diferencial de equação:
{\displaystyle {d^{n}y \over dt^{n}}+a_{1}{d^{n-1}y \over dt^{n-1}}+...+a_{n-1}{dy \over dt}+{a_{n}y(t)}=b_{0}{d^{m}x \over dt^{m}}+b_{1}{d^{m-1}x \over dt^{m-1}}+...+b_{m-1}{dx \over dt}+b_{m}x(t)}
onde todos os coeficientes {\displaystyle a_{i}} e {\displaystyle b_{i}} são constantes e {\displaystyle n\geq m}. Denotando o operador diferencial {\displaystyle D={\frac {d}{dt}}} e definindo os polinômios: 
{\displaystyle Q(D)=D^{n}+a_{1}D^{n-1}+...+a_{n-1}D+a_{n}}
{\displaystyle P(D)=b_{0}D^{m}+b_{1}D^{m-1}+...+b_{m-1}D+b_{m}}
Então, a equação do sistema pode ser denotada por:  {\displaystyle Q(D)y(t)=P(D)y(t)}
Supondo que as condições iniciais são nulas, {\displaystyle y(0^{-})=...=y(0^{n-1})=x(0^{-})=...=x(0^{m-1})=0}
e usando a propriedade da derivada para aplicar a transformada de Laplace nos dois lados da equação, temos:
{\displaystyle (s^{n}+a_{1}s^{n-1}+...+a_{n-1}s+a_{n})Y(s)=(b_{0}s^{m}+b_{1}s^{m-1}+...+b_{m-1}s+b_{m})X(s)}

{\displaystyle Y(s)={b_{0}s^{m}+b_{1}s^{m-1}+...+b_{m-1}s+b_{m} \over s^{n}+a_{1}s^{n-1}+...+a_{n-1}s+a_{n}}X(s)={P(s) \over Q(s)}X(S)}
Logo, {\displaystyle H(s)={P(s) \over Q(s)}}
A fração racional entre os polinômios é denominada de função de transferência do sistema diferencial linear especificado anteriormente, que relaciona uma saída y(t) com a entrada x(t).

## Integral de convolução
O sinal de saída de um sistema pode ser escrito como o produto da função transferência pelo sinal de entrada, isto é:
{\displaystyle Y(s)=H(s)X(s)}
Aplicando a transformada inversa de Laplace e o teorema da convolução:
{\displaystyle {\mathcal {L}}^{-1}\{Y(s)\}={\mathcal {L}}^{-1}\{X(s)H(s)\}}

{\displaystyle y(t)=x(t)*h(t)}

{\displaystyle y(t)=\int _{0}^{t}x(\tau )h(t-\tau )d\tau }
Onde {\displaystyle h(t)} é a resposta impulso do sistema, e {\displaystyle x(t)} é uma função causal, ou seja, {\displaystyle x(t)=0} para {\displaystyle t<0}.
A integral de convolução pode ser muito útil para a análises de sistemas em casos que o método da transformada é muito complicado.

## Invariância no tempo
Para um sinal deslocado de {\displaystyle a} segundos, temos:
{\displaystyle {\mathcal {L}}\{x(t-a)u(t-a)\}=e^{-as}X(s)}
Assim, a saída se torna:
{\displaystyle Y(s)=H(s)X(s)e^{-as}}
Se {\displaystyle y(t)={\mathcal {L}}^{-1}\{H(s)X(s)\}} ,concluímos que:
{\displaystyle y(t-a)u(t-a)={\mathcal {L}}^{-1}\{H(s)X(s)e^{-as}\}}
Portanto, um deslocamento de {\displaystyle a} segundos no sinal de entrada do sistema resulta em um mesmo deslocamento de {\displaystyle a} segundos no sinal de saída. Por isso, o sistema é chamado de invariante no tempo.